# Lina Alsmeier
Lina Alsmeier (Nordhorn, 29 giugno 2000) è una pallavolista tedesca, schiacciatrice dell'AGIL.

## Carriera

### Club
La carriera di Lina Alsmeier inizia nella stagione 2015-16 nell'Emlichheim, in 2. Bundesliga. Resta nella stessa divisione anche nella stagione successiva quando è ingaggiata dal Münster, giocando però nella seconda squadra: nell'annata 2017-18 viene promossa in prima squadra, esordendo in 1. Bundesliga. Per il campionato 2020-21 passa allo Schweriner, sempre nella massima divisione tedesca, dove resta per tre annate, aggiudicandosi la Supercoppa tedesca 2020 e due Coppe di Germania.
Nella stagione 2023-24 si trasferisce in Italia, difendendo i colori del Firenze, in Serie A1, dove gioca anche nella stagione seguente, ma indossando la casacca dell'AGIL con cui vince la Coppa CEV.

### Nazionale
Nel 2017 viene convocata nella nazionale tedesca Under-18, mentre tra il 2017 e il 2018 fa parte di quella Under-19.
Nel 2019 ottiene le prime convocazioni nella nazionale maggiore.

## Palmarès

### Club
- Coppa di Germania: 2

2020-21, 2022-23
- Supercoppa tedesca: 1

2020
- Coppa CEV: 1

2024-25

### Premi individuali
- 2020 - Supercoppa tedesca: MVP